# ديه كامبل
ديه كامبل (بالإنجليزية: Des Campbell)‏ هو لاعب كرة قدم أسترالية أسترالي، ولد في 19 يناير 1951.

## وصلات خارجية
- ديه كامبل على موقع AustralianFootball.com (الإنجليزية)
- ديه كامبل على موقع AFLtables.com (الإنجليزية)